# Quéant
Quéant ist eine Gemeinde im französischen Département Pas-de-Calais in der Region Hauts-de-France. Sie gehört zum Kanton Bapaume (bis 2015 Kanton Marquion) im Arrondissement Arras. Sie grenzt im Nordwesten an Riencourt-lès-Cagnicourt, im Norden an Cagnicourt, im Nordosten an Buissy, im Osten an Pronville-en-Artois, im Süden an Beaumetz-lès-Cambrai, im Südwesten an Lagnicourt-Marcel und im Westen an Noreuil. 

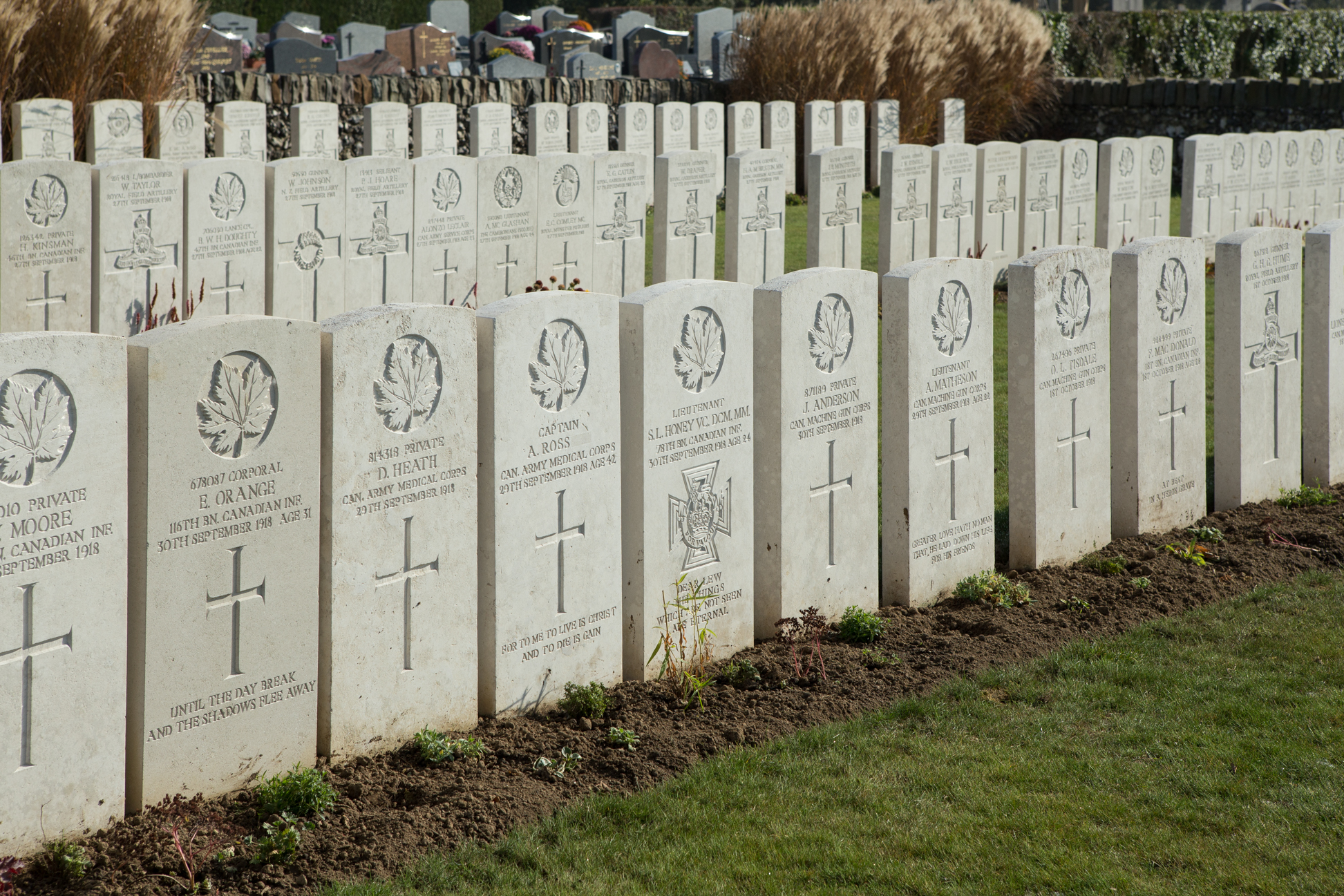
Britischer Militärfriedhof

## Bevölkerungsentwicklung
| Jahr      | 1962 | 1968 | 1975 | 1982 | 1990 | 1999 | 2005 | 2013 |
| --------- | ---- | ---- | ---- | ---- | ---- | ---- | ---- | ---- |
| Einwohner | 649  | 632  | 561  | 548  | 506  | 549  | 563  | 655  |